# Pintendre
Pintendre est l'un des dix quartiers de la ville de Lévis au Québec et l'un des trois situés dans l'arrondissement Desjardins.

## Histoire
Autrefois la municipalité se nommait Saint-Louis-de-Gonzague-de-Pintendre.
Le 1er janvier 2002, la municipalité de Pintendre, ainsi que plusieurs autres villages ont fusionné et font maintenant partie de la Ville de Lévis.
Fondée en 1899, le village a célébré son 100e anniversaire de fondation en 1999 par un grand défilé de vieilles voitures sur le chemin des Couture, avec notamment la présence de Bart Simpsons.

## Description
Pintendre est reconnue pour : 
- Le Lac Baie d'or, réhabilité en 2006 pour permettre un meilleur écosystème aquatique.
- Le Site des Pins, un parc municipal situé à l'extrémité de la route Monseigneur-Lagueux. Le lac, une ancienne fosse septique, a été réaménagé et possède maintenant sa propre éolienne afin d'être oxygéné. Le Site des Pins est maintenant régit par le propriétaire du Contrôle des animaux domestiques de Lévis (CAD).
- Sa spécialité dans l'élevage et l'accouplement de chevaux, de lamas et de chèvres.
- Pintendre Autos Inc., le leader mondial dans le secteur du recyclage automobile.

## Démographie
Selon divers sondages et recensements, la population de Pintendre atteignait 6 209 habitants en 2001, 6 023 en 1996 et 5 543 en 1991.  En 2006, on estimait la population à plus de 6 500.  L’augmentation abrupte serait principalement due à l’arrivée de quelques centaines de personnes au nord-est de la route 173 (Route du Président Kennedy), maintenant la partie la plus peuplée de la municipalité.
Selon les sondages d'Indice du Bonheur Relatif (IBR), Pintendre serait la première municipalité dans la région de Lévis, faisant sa place dans les 25 premières villes de la province de Québec.
| 1911 | 1921 | 1931 | 1941  | 1951  | 1956  | 1961  | 1966  | 1971  |
| ---- | ---- | ---- | ----- | ----- | ----- | ----- | ----- | ----- |
| 924  | 942  | 944  | 1 063 | 1 267 | 1 460 | 1 465 | 1 816 | 1 580 |

| 1976  | 1981  | 1986  | 1991  | 1996  | 2001  | 2006  | 2011 | 2016 |
| ----- | ----- | ----- | ----- | ----- | ----- | ----- | ---- | ---- |
| 2 490 | 3 422 | 4 001 | 5 028 | 6 035 | 6 066 | 6 334 | -    | -    |

## Les institutions
La ville de Pintendre possède deux écoles primaires: l'École du Boisé et l'École des Moussaillons.
L'école des Moussaillons est l'école primaire principale de la Commission Scolaire des Navigateurs à Pintendre.
L'école compte près de 450 élèves étendus sur 7 niveaux scolaires:
- Préscolaire
- Première année
- Deuxième année
- Troisième année
- Quatrième année
- Cinquième année
- Sixième année

L'école du Boisé est située tout près de la rue la plus longue de la ville, l'avenue des Ruisseaux. L'école reçoit des élèves de niveau préscolaire jusqu'à 3 année.

## Religion
Depuis 2010, la paroisse Saint-Joseph-de-Lévis regroupe sept églises, dont l'église Saint-Louis de Pintendre, et une chapelle situées dans l'arrondissement.  Elle est rattachée à l'archidiocèse de Québec.